# En+
En+ ist ein russisches, börsennotiertes Unternehmen im Rohstoff- und Energiesektor.
En+ zählt zu den weltweit größten Aluminiumproduzenten. Der Strom für die Schmelzöfen stammt aus den eigenen Wasser- (zu 80 %) und Kohlekraftwerken (zu 20 %). Erklärtes Ziel der Firma ist „Grünes Aluminium“ – also eine CO2-neutrale Produktion. Den Strom liefern u. a. der Krasnoyarsk-Damm, der Bratsk-Damm, der Ust-Ilimsk-Damm, der Irkutsk-Damm und der Sayano-Shushenskaya-Damm.

## Aktionärsstruktur und Stimmrechte
Vom 18. Februar 2020 bis einschließlich 17. April 2020 war En+ an der Moskauer Börse notiert (ISIN RU000A100K72). Seither werden die Aktien an der Londoner Börse in Form von Global Depository Receipts (GDR) gehandelt, die bei der Citibank hinterlegt sind. Zum Stichtag 30. Juni 2021 bestanden folgende Anteils- und Stimmrechtsverhältnisse:
Anteile:
- Oleg Deripaska (direkt oder indirekt gehalten): 44,95 %
- eigene: 21,37 %
- Glencore: 10,55 %
- ehemalige Familienmitglieder von Deripaska: 4,15 %
- andere: 3,42 %
- Wolnoje delo: 3,22 %
- Freiverkehr: 12,34 %

Stimmrechte:
- Oleg Deripaska: 35 %
- Unabhängiger Treuhänder für Oleg Deripaska: 9,95 %
- Unabhängiger Treuhänder für die eigenen Aktien von En+: 14,33 %
- Vorstandsvorsitzender von En+: 7,04 %
- Glencore: 10,55 %
- Unabhängiger Treuhänder für Wolnoje delo und andere: 6,64 %
- Unabhängiger Treuhänder für ehemalige Familienmitglieder von Deripaska: 4,15 %
- Freiverkehr: 12,34 %

Die Begrenzung der Anteile bzw. Stimmrechte von Oleg Deripaska auf maximal 44,95 % bzw. 35 % beruht auf einer Vereinbarung von En+ mit dem Office of Foreign Assets Control (der Kontrollbehörde des Finanzministeriums der Vereinigten Staaten) als Bedingung zur Aufhebung der 2018 verhängten US-Sanktionen gegen das Unternehmen. Grund der Aufhebung waren die nach der Verhängung massiv gestiegenen Preise für Aluminium, was zu politischem Druck der Aluminiumindustrie auf die US-Regierung geführt hatte; die Sanktionen gegen Deripaska selbst blieben bestehen.
Im Juni 2021 verkaufte die Ex-Frau von Oleg Deripaska, Polina Jumaschewa, einen von ihr gehaltenen Aktienanteil von 2,6 % an Mubadala, den Staatsfonds der Vereinigten Arabischen Emirate.

## Beteiligungen
En+ besitzt die Kontrollmehrheit (56,88 %) an RUSAL sowie (auszugsweise):
- Stromversorger EuroSibEnergo,
- Ferromolybdän-Hersteller SMR,[11]
- Kohleförderer Vostsibugol, Cheremkhovugol,
- Aluminiumproduzenten Eurallumina, Mykolaiv Alumina Refunery Company, Limerick Alumina Refining, PGLZ und
- Aluminiumschmelzer Kubikenborg Aluminium AB

En+ wurde 2002 als Holdinggesellschaft für mehrere Aluminiumhütten, die heute RUSAL bilden, gegründet.
Aus steuerlichen Gründen lag der eingetragene Firmensitz in Saint Helier auf Jersey. Inzwischen jedoch wieder in Russland.

## Energie
Die En+ Group kann bis zu 19,6 GW mit ihren Werken (Wasser, Solar und Kohle) produzieren. Davon stammen 15,1 GW aus Wasserkraftwerken. Neben den aktuellen vier Wasserkraftwerken sind 3 weitere geplant:
- Segozerskaya (8,1 MW)
- Telmamskaya (450 MW)
- Nizhneboguchany (660 MW)

## US-Sanktionen
Am 6. April 2018 wurde das Unternehmen von den Vereinigten Staaten mit Sanktionen belegt. Die Vermögenswerte des Unternehmens wurden eingefroren und US-Bürgern wurden jegliche Geschäfte mit dem Unternehmen untersagt. Nicht-US-Bürgern drohten bei der Weiterführung von Geschäftskontakten mit dem Unternehmen ebenfalls Sanktionen. Als Begründung nannte der US-Finanzminister die Annexion der Halbinsel Krim, die Unterstützung des Syrischen Machthabers Baschar al-Assad, die Beeinflussung Westlicher Demokratien, sowie die Förderung von Cyberkriminalität. Im Januar 2019 wurden die Sanktionen gegen En+ und Rusal von der Regierung Trump aufgehoben.

## Belege
1. ↑  About Us (Memento vom 20. Januar 2015 im Internet Archive)
2. ↑  Archivierte Kopie (Memento vom 31. März 2022 im Internet Archive)
3. 1 2   Facts (Memento vom 11. März 2013 im Internet Archive)
4. ↑  Russell Gold: There’s Clean Aluminum and Dirty Aluminum. Can Anyone Tell the Difference? In: Wall Street Journal. 7. Oktober 2020, ISSN 0099-9660 (wsj.com [abgerufen am 7. Februar 2022]).
5. ↑  Neil Edwards: With Green Aluminum Flowing, Manufacturers Struggle To Make Product ESG Top Priority. Abgerufen am 7. Februar 2022 (englisch).
6. ↑  Shareholder center. Abgerufen am 25. Juli 2021 (englisch).
7. ↑  Reuters Staff: UPDATE 1-Abu Dhabi's Mubadala buys 2.6% of Russia's En+ group. In: Reuters. 23. Juni 2021 (reuters.com [abgerufen am 25. Juli 2021]).
8. ↑  Rusal: Annual Reports. In: Annual report 2020. Rusal, 22. April 2021, abgerufen am 7. Februar 2022 (englisch).
9. ↑  enplus.ru: Non-ferrous metals (Memento des Originals vom 20. Januar 2015 im Internet Archive)  Info: Der Archivlink wurde automatisch eingesetzt und noch nicht geprüft. Bitte prüfe Original- und Archivlink gemäß Anleitung und entferne dann diesen Hinweis.
10. 1 2  En+ Group: En+ Group 2020 Annual Report. In: En+ Group 2020 Annual Report. En+ Group, 22. April 2021, abgerufen am 7. Februar 2022 (englisch).
11. ↑  enplus.ru: Mining (Memento des Originals vom 20. Januar 2015 im Internet Archive)  Info: Der Archivlink wurde automatisch eingesetzt und noch nicht geprüft. Bitte prüfe Original- und Archivlink gemäß Anleitung und entferne dann diesen Hinweis.
12. ↑   History (Memento vom 18. Februar 2014 im Internet Archive)
13. ↑  En+ Group: EN+ Group Pathway to net zero report 2021. In: En+ Group. En+ Group, 20. September 2021, abgerufen am 7. Februar 2022 (englisch).
14. ↑  US-Finanzministerium 6. April 2018: Treasury Designates Russian Oligarchs, Officials, and Entities in Response to Worldwide Malign Activity, abgerufen am 9. April 2018.
15. ↑  Rusal shares soar, aluminum falls as U.S. lifts sanctions. In: Reuters. 27. Januar 2019 (reuters.com [abgerufen am 10. Februar 2023]).